# الیزابت آنه آلن
الیزابت آنه آلن (انگلیسی: Elizabeth Anne Allen؛ زادهٔ ۱۸ نوامبر ۱۹۷۰) یک هنرپیشه اهل ایالات متحده آمریکا است. وی از سال ۱۹۹۲ میلادی تاکنون مشغول فعالیت بوده‌است.